# In den Händen der Borg / Angriffsziel Erde
In den Händen der Borg und Angriffsziel Erde sind die Episoden 74 und 75 der US-amerikanischen Science-Fiction-Fernsehserie Raumschiff Enterprise – Das nächste Jahrhundert. Beide erzählen eine durchgängige Geschichte. Da die erste Episode mit einem Cliffhanger endet, der zugleich das Ende der dritten Staffel der Serie darstellt, geht der Zweiteiler über eine Staffelgrenze hinweg. Der Zweiteiler erzählt von der Gefangennahme des Enterprise-Captains Picard durch die feindlichen, kybernetischen Borg und davon, wie die Enterprise-Besatzung die Borg daran zu hindern versucht, die Erde und ihre Bevölkerung zu assimilieren. Die beiden Episoden gehören zu den populärsten der Serie und Star Treks insgesamt. Wieder aufgegriffen wurde die Geschichte in einigen Episoden der Serie und – auch mittels neu gedrehter Rückblenden – durch den 1996 erschienenen Kinofilm Star Trek: Der erste Kontakt, den kommerziell und kreativ erfolgreichsten der vier Filme, für die Das nächste Jahrhundert adaptiert wurde. Der Prolog des Pilotfilms Der Abgesandte der Spin-off-Serie Star Trek: Deep Space Nine spielt ebenfalls während der Handlung dieses Zweiteilers.

## Handlung
In der Episode Zeitsprung mit Q der zweiten Staffel hatten die Borg ihren ersten und seitdem einzigen Auftritt innerhalb der Serie.

### In den Händen der Borg
Die Offizierin und Borg-Spezialistin Lieutenant Commander Shelby, die Captain Picard durch den Sternenflottenadmiral Hanson vorgestellt wird, bestätigt den Verdacht der Enterprise-Crew, wonach die Borg für die Vernichtung eines Föderationsaußenpostens mit über 900 Einwohnern verantwortlich sind. La Forge arbeitet mit seinen Kollegen deshalb daran, die Verteidigungsmöglichkeiten der Enterprise für Kämpfe gegen die Borg zu optimieren. Nachdem die Enterprise den Notruf eines Föderationsraumschiffs empfangen hat, das von einem Borg-Schiff angegriffen wird, und zu dessen letzter Position hin unterwegs ist, wird Picard von dem entgegenfliegenden Borg-Schiff aufgefordert, hinüber zu beamen. Da dieser sich dem Verlangen der Borg verweigert, nimmt der Borg-Kubus die Enterprise mit einem Traktorstrahl gefangen und beginnt, mit einem Phaser den Rumpf des Schiffes aufzuschneiden, wobei mindestens elf Crewmitglieder sterben und weitere verletzt werden. Nachdem die Enterprise durch einen Tipp Shelbys frei gekommen ist, führt Picard das Schiff, verfolgt von den Borg, in einen Weltraumnebel, wo es von den Borg zunächst nicht lokalisiert werden kann.
Shelby verursacht bei Riker Verwunderung über ihren Anspruch auf Rikers Posten des ersten Offiziers auf der Enterprise, da sie sich sicher ist, Riker würde das ihm kürzlich angebotene Kommando über das Sternenflottenschiff Melbourne annehmen. Später teilt sie Riker offen mit, dass er ihr im Wege sei. Obwohl Riker gegenüber Shelby und Picard das Angebot ablehnt, verhält er sich im Gespräch mit Troi unsicher hinsichtlich der Frage, auf welchem Schiff sein wahrer Platz sei. Wiederholt eigenmächtiges Verhalten Shelbys beurteilt er als Insubordination, weshalb er sie mehrfach maßregelt.
Während La Forge zur Erhöhung der taktischen Leistung der Enterprise an der Modifikation der Deflektorschilde arbeitet, beschießen die Borg das Schiff mit Magnetladungen und zwingen es so dazu, den Nebel zu verlassen. Wenig später nehmen die Borg die Enterprise erneut mit dem Traktorstrahl gefangen, entführen Picard auf den Kubus und setzen Kurs auf das Sonnensystem. Die Borg teilen mit, dass sie die Föderationskultur und -technologie in ihr Kollektiv zu assimilieren gedenken und dass ihnen Picard dazu dienen soll, diese Botschaft an die Föderation zu übermitteln. Während die Enterprise die Borg verfolgt, kann ein Außenteam durch Sabotage den Kubus seiner Warpgeschwindigkeit berauben, den offensichtlich bereits assimilierten Picard aber nicht zurückholen. Anschließend stellt sich Picard der Enterprise-Crew als ein Borg namens „Locutus“ vor und fordert sie auf, sich den Borg zu ergeben. Zeitlich unter dem Druck befindlich, dass die Borg ihre Warpgeschwindigkeit wahrscheinlich bald wieder zurückerlangen, befiehlt Riker, den Kubus unter Verwendung der modifizierten Deflektorschilde zu zerstören.

### Angriffsziel Erde
Weil Picard alias Locutus den Plan der Enterprise-Crew vorhersieht, das Borg-Schiff zu zerstören, erweisen sich die modifizierten Deflektorschilde der Enterprise als nutzlos; die Borg fliegen weiter in Richtung Erde. Während die Crew Reparaturen an der Enterprise vornimmt, die den Borg-Kubus verfolgt, wird Riker durch Hanson zum Captain ernannt; Riker ernennt seinerseits Shelby zu seinem neuen ersten Offizier. Im Sternensystem Wolf 359 stellt sich eine aus mehr als 40 Sternenflottenraumschiffen bestehende Armada den Borg in den Weg, wird dabei aber vernichtend geschlagen. Die Enterprise erreicht das System zu spät und findet nur noch die driftenden Schiffswracks vor, darunter auch das von Hanson kommandierte Schiff und die Melbourne.
Guinan rät Riker dazu, sich geistig von Picard zu trennen, um die Herausforderung zu bewältigen, das Borg-Schiff aufzuhalten und Picard zurückzuholen. Als Folge ihres Rates lässt Riker einen von ihm erdachten Plan umsetzen und dabei zunächst die Untertassensektion von der Antriebssektion trennen. Dadurch werden die Borg vom Vorhaben Datas und Worfs abgelenkt, die sich in einem Shuttleschiff unbemerkt dem Kubus nähern und dadurch Picard auf die Enterprise beamen können.
Während sich die Borg bereits im Sonnensystem befinden, sich der Erde nähern und die bedingungslose Kapitulation der Föderation fordern, stellt Data eine Datenverbindung mit Picards Borg-Implantaten und damit dem Borg-Kollektiv her. Dabei kann er dem Borg-Schiff den simplen Befehl übermitteln, in den Ruhemodus zu wechseln. Dadurch wird das Borg-Schiff gestoppt und in einen Regenerationsmodus versetzt. Weil der Befehl das Kollektiv auch irritiert, kommt es zur Auslösung der Selbstzerstörungssequenz im Borg-Kubus. In letzter Sekunde lässt Riker die Enterprise aus dem Explosionsradius fliegen.
Dr. Crusher befreit Picard – mit wenigen Ausnahmen – von seinen Borg-Implantaten. Picard behält seine vollständigen Erinnerungen an seine Zeit als Borg. Shelby verlässt die Enterprise.

## Produktion

### Drehbuch
In der ersten Drehbuchfassung sollten Data und Picard von den Borg entführt und zu einer Einheit verbunden werden. Patrick Stewart hingegen war mit der zu geringen Inanspruchnahme seiner Rolle unzufrieden, was dazu führte, dass nur Picard in einen Borg verwandelt wurde. In der zweiten, realisierten Fassung, sollte Data die Lösung finden. Die offizielle Begründung für das Cliffhanger Ending der dritten Season und die Überspannung der Zeitlücke zwischen dritter und vierter Season war, dass man den Zuschauern eine vierte Season garantieren wollte. Michael Piller behauptete, man habe bei Drehbeginn keine Ahnung gehabt, wie der zweite Teil enden würde.

### Budget
Das Budget lag bei circa 1,3 Millionen Dollar pro Episode. 980.000 Dollar konnten durch Werbung refinanziert werden, was einen Verlust von circa 300.000 Dollar bedeutete.  

### Darsteller
George Murdock, der Admiral Hanson verkörperte, spielte bereits in Star Trek V als „Gott“ mit.

### Kulissen
Das Labor, in dem Locutus von Data untersucht wird, war ein Umbau der Kulisse der Film-Enterprise-Brücke.

## Rezeption
In verschiedenen Bestenlisten wurden die Episoden hervorgehoben. In der von Entertainment Weekly veröffentlichten Liste der zehn besten Episoden der Serie belegte der Zweiteiler den zweiten Platz. Das britische Magazin Empire hob Angriffsziel Erde als die beste Episode der Serie hervor. Das US-Magazin Cinefantastique (1990) bewertete den ersten Teil mit vier von vier möglichen Sternen: Pillers Drehbuch sei „herausragend“ und mache die Episode zu einer der besten und spannendsten. Die Spezialeffekte seien erstklassig und würden beweisen, dass Das nächste Jahrhundert den Kinofilmen in jeder Hinsicht überlegen sei. Dem zweiten Teil vergab das Magazin dreieinhalb Sterne und hob den Teaser als herausragend, die Musik als sensationell und die Kampfszenen im Weltraum als spektakulär hervor. Allerdings sei die Episode nicht episch genug, da die Auflösung in Datas Labor statt im All stattfindet.
Die Episoden wurden 1991 insgesamt 5-mal für einen Emmy Award nominiert. Zwei Nominierungen – je Episode eine – gab es in der Kategorie Beste Leistung in visuellen Spezialeffekten. Angriffsziel Erde wurde in den Kategorien Bester Tonschnitt für eine Serie und Beste Tonmischung für eine Dramaserie prämiert, in der Kategorie Beste künstlerische Leitung für eine Serie blieb es bei der Nominierung.
Terry J. Erdmann und Paula M. Block listen In den Händen der Borg / Angriffsziel Erde in ihrem 2008 erschienenen Referenzwerk Star Trek 101 als eine der zehn wichtigsten Folgen der Serie Raumschiff Enterprise – Das nächste Jahrhundert auf.
Keith DeCandido bewertete In den Händen der Borg 2012 auf tor.com als eine absolut herausragende Folge von Raumschiff Enterprise – Das nächste Jahrhundert, an der er keine negativen Punkte ausmachen konnte. Jede der Hauptfiguren hat hier eine Gelegenheit, zu glänzen. Shelbys Anwesenheit auf der Enterprise bringt die gewohnten Abläufe angenehm durcheinander. Den Höhepunkt bildete für ihn jedoch das Ende. Ein Staffelcliffhanger etablierte sich in den folgenden Jahren als exzessiv genutztes Stilelement, sowohl im Star-Trek-Franchise als auch in der Fernsehlandschaft im Allgemeinen. 1990 war er jedoch weitgehend ein Novum. In Verbindung mit den Gerüchten, dass Patrick Stewart die Serie nach der dritten Staffel tatsächlich verlassen könnte, wurde so bei der Erstausstrahlung ein Grad an Spannung erzeugt, der für DeCandido danach nie wieder übertroffen wurde. Der zweite Teil Angriffsziel Erde hingegen fiel in seinen Augen qualitativ deutlich ab und er bewertete ihn nur als leicht überdurchschnittlich. Positiv hob er hier die Auflösung des Cliffhangers, die actionreiche Befreiung Picards und die Entwicklung der Arbeitsbeziehung zwischen Riker und Shelby hervor. Das Ende empfand er jedoch unbefriedigend und unglaubwürdig. In Zeitsprung mit Q hatten die Borg sich bereits in einen Schlafmodus begeben. Dort nutzten sie diesen Zustand, um ihr Schiff zu reparieren und anschließend stärker als zuvor aufzutreten. Dass hier plötzlich der Schlafmodus zur Zerstörung des Borgschiffs führt, ergab für DeCandido keinen Sinn. Auch dass der Status quo bei der Besatzung der Enterprise einfach wiederhergestellt wird (Captain Picard kommt zurück, aus Captain Riker wird wieder Commander Riker), fand er unbefriedigend und insbesondere im Abgang von Shelby sah er mit Blick auf den nahenden Ausstieg von Wil Wheaton als Wesley Crusher ein gewisses verschenktes Potenzial.

## Parodien und Anspielungen
In Folge 1.12 (Das Ende der Welt) von Buffy – Im Bann der Dämonen aus dem Jahr 1997 wird „Locutus von den Borg“ erwähnt.
In der Komödie So High von 2001 werden die Ereignisse aus dieser Doppelfolge erwähnt.
Im Spielfilm Der Prinz & ich von 2004 läuft diese Folge im Fernsehen.